# NGC 2163
NGC 2163 je odrazna maglica u zviježđu Orionu. 

## Vanjske poveznice
- SEDS: NGC 2163